# Bägarmaneter
Bägarmaneter (Stauromedusae) är en ordning av nässeldjur. De kännetecknas av att de sitter fast på sin plats hela sitt liv. 

## Systematik
Bägarmaneter har ansetts som en ordning av maneter, men enligt senare studier har de föreslagits utgöra en egen klass med det vetenskapliga namnet Staurozoa.

## Levnadssätt
Bägarmaneter sitter vanligtvis fast på alger eller bandtång. De är vanliga i kallt vatten men lite är känt om dem. Längs med norska kusten finns arterna Haliclystus salpinx, H. auricula och Lucernaria quadricornis.